# Кот (Іг)
Кот (словен. Kot) — поселення в общині Іг, Осреднєсловенський регіон, Словенія. Висота над рівнем моря: 382,4 м.